# Paperinik e l'arca dimenticata
Paperinik e l'arca dimenticata è una storia di 46 tavole, pubblicata su Topolino nel 1986. I testi sono stati realizzati da Bruno Concina, mentre i disegni sono di Massimo De Vita.
Si tratta di una parodia del celebre film I predatori dell'arca perduta; a differenza di quanto avviene nelle classiche parodie Disney, Paperinik e gli altri personaggi non assumono le parti dei personaggi del film, ma mantengono la propria identità, ripercorrendo a grandi linee le vicende della pellicola. Paperinik reinterpreterà nuovamente a suo modo le gesta di Indiana Jones nella storia Paperinik e il tempio indiano (1990), ispirata al film Indiana Jones e il tempio maledetto.

## Trama
Il professor Pico De Paperis comunica a Paperinik, tornato di recente da una missione in India con Archimede, che Rockerduck è impegnato nella ricerca dell'Arca dimenticata, uno scrigno d'avorio contenente il tesoro del faraone Cheofre. Scoperta troppo tardi l'importanza nella ricerca dell'arca di un vecchio medaglione che ha poi regalato a Paperina, Pico chiede a Paperinik di rintracciarla e di farsi restituire il prezioso oggetto. Paperinik si reca quindi a Tortina, dove Paperina sta passando le vacanze invernali, e dove egli viene seguito da uno scagnozzo di Rockerduck.
Liberatosi dell'uomo, i due partono per il Cairo dove si rincontrano con Pico. Qui Paperinik, dopo essere scampato ad un tentativo di avvelenamento, dovrà far fronte al rapimento di Paperina per mano degli uomini di Rockerduck. Lasciata la papera dentro una cesta lungo il fiume Nilo, certi che riuscirà a cavarsela, Pico e Paperinik si recano all'interno della Piramide di Cheofre, ove Paperinik trova l'Arca. Purtroppo Rockerduck si impossessa dell'Arca e lascia all'interno della piramide il gruppo paperi, al quale si è riaggiunta Paperina che è stata catturata da Rockerduck mentre viaggiava sul Nilo. Ma Paperinik non desiste: dopo esser riuscito ad uscire dalla piramide si scontra con Rockerduck e i suoi scagnozzi e riesce a riprendere l'Arca.
Quattro giorni dopo, la nave diretta a Paperopoli sulla quale navigano viene abbordata dal sottomarino di Rockerduck, il quale una volta salito a bordo apre l'Arca, mentre Pico e Paperina assistono impotenti mentre Paperinik si trova in cabina a riposare. Nell'Arca non sembra esserci che della cartaccia, ma subito dopo da essa si sprigionano orrendi ectoplasmi che fanno letteralmente svenire tutti i partecipanti all'apertura. Allarmato dagli urli dei presenti, Paperinik si reca a vedere cosa sia successo e quando Pico rinviene scopre che il tesoro di Cheofre altro non era che le ricette dei piatti di cui era ghiotto.
La storia termina una settimana dopo a Paperopoli, dove Paperina si reca a casa di Paperino per raccontargli l'incredibile avventura che ha vissuto.

## Storia editoriale
La storia è apparsa per la prima volta su Topolino n. 1573 del 19 gennaio 1986 ed è stata da allora ristampata più volte: 
- I Classici di Walt Disney n. 184 (3/1992)
- Paperinik e altri supereroi n. 10 (7/1994)
- Le Grandi Parodie Disney n. 28 (10/1994)
- Paperinik n. 109 (10/2002)
- Paperinik Cult n. 11 (3/2006)

La storia è nota anche con il titolo Parodie di grandi film: Paperinik e l'arca dimenticata.